# Rei Lacoste
Rei Lacoste é uma canção do rapper brasileiro MD Chefe lançada em 21 de julho de 2021. "Rei Lacoste" é o primeiro single do seu álbum de estreia ATG Tape, — álbum que alcançou o 8° lugar Global do Spotify, e 1° lugar nacional na Apple Music. A canção é um dos maiores sucessos do artista, sendo uma das músicas mais ouvidas de 2021, alcançando o 5° lugar na tabela do chart da Apple Music Brasil, e somando atualmente mais de cem milhões de execuções na Internet, e mais de quarenta milhões de interações no TikTok.

## Antecedentes e lançamento
Rei Lacoste foi composta por MD Chefe e por DomLaike, que também faz participação especial na canção, e produzida por Andrews. A música possui como tema o consumismo e estilo de vida luxuosa, exaltando especificamente o uso de roupas e acessórios da grife Lacoste. Sua estrutura musical é construída em um arranjo instrumental de trap, cantada primeiramente pelo refrão, depois verso, depois refrão de MD Chefe, sem uso de efeitos vocais. Em seguido, é acompanhado do verso de DomLaike, sob o efeito Auto-Tune, e termina com mais um refrão cantado por MD Chefe.
O single foi lançado no dia 21 de julho de 2021 juntamente com seu videoclipe, estreando no #1 lugar Em Alta no YouTube, onde permaneceu por duas semanas, e depois permanecendo na lista dos Em Alta por um longo período de tempo. O videoclipe foi assistido dez milhões de vezes em um mês de lançamento.

## Videoclipe
O videoclipe foi dirigido por Bruno d'Chef, co-dirigido por Melina Barbosa, e realizado pela OffLei Sounds, produtora pertencente a MD Chefe. O videoclipe começa com MD Chefe jogando uma partida de tênis acompanhado de várias modelos, que também participam da partida de tênis. Em seguida, as cenas são de DomLaike cantando seu verso próximo á uma nascente de rio. O clipe termina com aparições de Borges e Rare-G ostentando whisky e camisas da Lacoste, juntamente com MD Chefe e DomLaike.

## Desempenho comercial e posições nas tabelas

### Posições nas tabelas semanais
A canção estreou no 41° lugar do chart Top 50 Streamings da Pro-Música Brasil, e alcançou o 5° lugar da tabela semanal da Apple Music Brasil. Rei Lacoste se tornou uma das canções mais ouvidas de 2021, e integra a lista das canções virais no TikTok daquele ano com mais de quarenta milhões de interações na plataforma.

### Contratação com a grife Lacoste
O sucesso da canção ocasionou um notável crescimento nas ações da grife Lacoste, se tornando mais que antes popular o uso da marca no país entre 2021 e 2022. Ocasião que mais tarde trouxera MD Chefe como estrela do comercial da marca no país. A Lacoste vinha antes a receber críticas devido a suposta preferência em contratar artistas e modelos brancos para fazer seus comerciais e divulgações da marca; que soava como falta de interesse em seu consumo dentro da periferia. Críticas que mais tarde foram substituídas por mais aprovação, devido a contratação de MD Chefe, um artista afrodescendente e vindo da periferia.

## Faixa
| Download digital |                              |         |  |
| N.º              | Título                       | Duração |  |
| 1.               | "Rei Lacoste (ft. DomLaike)" | 2:32    |  |

## Desempenho nas paradas
| Paradas (2021)            | Melhor posição |
| ------------------------- | -------------- |
| Brasil (Apple Charts)     | 5              |
| Portugal (Spotify Charts) | 74             |
| Terra (Spotify Charts)    | 8              |

## Prêmios e indicações
No Prêmio Nacional Rap TV 2021, Rei Lacoste foi vencedor em uma categoria e indicada noutra. O single também foi indicado em duas categorias do Prêmio Inverso Rap BR em 2021, e foi vencedor na categoria "Música do Ano" do prêmio Prêmio Genius Brasil de Música no mesmo ano.
| Ano  | Prêmio                         | Categoria                    | Resultado |
| ---- | ------------------------------ | ---------------------------- | --------- |
| 2021 | Prêmio Nacional Rap TV         |                              |           |
| 2021 | Prêmio Nacional Rap TV         | Melhor "feat." Em Dupla      | Venceu    |
| 2021 | Prêmio Nacional Rap TV         | Hit do Ano                   | Indicado  |
| 2021 | Prêmio Inverso Rap BR          | Melhor Música                | Indicado  |
| 2021 | Prêmio Inverso Rap BR          | Melhor Música Em Colaboração | Indicado  |
| 2021 | Prêmio Genius Brasil de Música | Música do Ano                | Venceu    |

## Remixes e outras versões

### Rei Lacoste (Remix)
Rei Lacoste foi relançado em versão remix no dia 11 de outubro de 2021, feito por Koradize e Malik Mustache numa versão house.  O remix foi distribuído sob o selo Demmi Records.